# Назаренско гробље у Новом Саду
Назаренско гробље  је гробље које се налази у Новом Саду, угашено 1974. године, а заштићено као и сва стара гробља од стране Завода за заштиту споменика културе града Новог Сада.

## Опште информације
Гробље се налази на Кисачком путу, северозападно од Алмашког гробља. Површине је око 700 м2, а судећи по малом броју сачуваних споменика настало је у 19. веку. Угашено је 1974. године, а заштићено од стране Завода за заштиту споменика културе града Новог Сада 1984. године, па се на њему не обављају сахране, али се могу полагати урне.
Гробљем управља јавно-комунално предузеће „Лисје”.
Гробље данас, поред Назаренског молитвеног дома, представља кључну тачку у контексту идентификације становника Новог Сада који практикују обреде према назаренским верским учењима. Уједно, Назаренско гробље представља најбитније материјално сведочанство које говори о прошлости назаренске верске заједнице на простору Новог Сада.